# Municipio de Georgia (Arkansas)
El municipio de Georgia (en inglés: Georgia Township) es un municipio ubicado en el condado de Nevada en el estado estadounidense de Arkansas. En el año 2010 tenía una población de 253 habitantes y una densidad poblacional de 2,57 personas por km².

## Geografía
El municipio de Georgia se encuentra ubicado en las coordenadas 33°41′9″N 93°16′2″O / 33.68583, -93.26722. Según la Oficina del Censo de los Estados Unidos, el municipio tiene una superficie total de 98.41 km², de la cual 98,25 km² corresponden a tierra firme y (0,16 %) 0,16 km² es agua.

## Demografía
Según el censo de 2010, había 253 personas residiendo en el municipio de Georgia. La densidad de población era de 2,57 hab./km². De los 253 habitantes, el municipio de Georgia estaba compuesto por el 96,05 % blancos, el 1,19 % eran afroamericanos, el 0,4 % eran amerindios, el 0,4 % eran asiáticos, el 0,79 % eran de otras razas y el 1,19 % eran de una mezcla de razas. Del total de la población el 0,79 % eran hispanos o latinos de cualquier raza.